# 林冰 (熊猫)
林冰是一只雌性大熊猫，2009年5月27日在泰国清迈动物园出生，父母分别为旅居泰国6年的大熊猫创创与林惠。
林冰出生后在泰国引发了熊猫热潮，泰国总理阿披实称其为“泰中关系的一位‘大使’”。2009年7月时它正式与公众见面。8月10日，在百万泰铢有奖征名活动中“林冰”以69%的支持率胜出，大幅领先其他备选名字“宽泰”、“泰华”、“盈盈”等，成为这一幼崽的正式名称。11月1日，泰园True有线电视网络推出了“熊猫频道”，24小时实时播出林冰的生活起居。2010年10月，林冰开始断奶。
2013年9月28日，林冰回到四川進行婚配。2015年搬到雅安碧峰峽基地，同年7月17日，首產生下雙胞胎女兒，唯有「文惠」存活下來。2017年，林冰搬到卧龍神樹坪基地，並於同年7月8日誕下龍鳳胎，8月4日海底捞餐饮股份有限公司認養龍鳳胎，分別為姐弟取名「海海」與「撈撈」。
2019年6月28日，林冰誕下雙胞胎兄弟「安安」與「武林」。哥哥「安安」最初成為雅安市城市吉祥物，後於2024年9月26日贈送到香港特別行政區作為國慶75周年的禮物，長住香港海洋公園。弟弟「武林」則於2023年搬到武漢動物園。
2020年7月8日，林冰在雅安碧峰峽基地誕下「嘟嘟」，此後一直在非參觀區，甚少與公眾接觸。2023年出現家族健康問題的謠言，中國大熊貓保護研究中心於4月28日發布聲明辟謠。